# Johann Christoph Wolf
Pour les articles homonymes, voir Wolf.

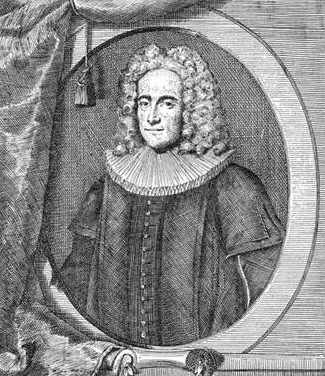
Johann Christoph Wolf.

Johann Christoph Wolf (1683-1739) fut un savant et hébraïste allemand.
Né à Wernigerode, il fut professeur de langues orientales à Hambourg, puis recteur de l'académie de cette ville.
Il a publié : 
- Historia lexicorum hebraicorum, 1705 ;
- Origenis Philosophoumena, 1706 ;
- Bibliotheca hebraea, 1715-1735 : cet ouvrage est resté pendant près d'un siècle une référence pour les auteurs chrétiens concernant le Talmud.

Il est le frère du philologue Johann Christian Wolf (1690-1770).

## Source
- Marie-Nicolas Bouillet  et Alexis Chassang (dir.), « Jean Christophe Wolf » dans Dictionnaire universel d’histoire et de géographie, 1878 (lire sur Wikisource)
- Curae philologicae et criticae in Novum Testamentum Basilee 1741.

- Notice dans un dictionnaire ou une encyclopédie généraliste :   - Deutsche Biographie
- Notices d'autorité :   - VIAF
  - ISNI
  - BnF (données)
  - IdRef
  - LCCN
  - GND
  - Italie
  - CiNii
  - Espagne
  - Belgique
  - Pays-Bas
  - Pologne
  - Israël
  - NUKAT
  - Catalogne
  - Suède
  - Vatican
  - Australie
  - WorldCat